# Монастырка (Акмолинская область)
Монастырка (каз. Монастырка) — село в Жаксынском районе Акмолинской области Казахстана. Входит в состав Ишимского сельского округа. Находится примерно в 53 км к югу от центра села Жаксы. Код КАТО — 115247400.

## Население
В 1999 году население села составляло 402 человека (192 мужчины и 210 женщин). По данным переписи 2009 года, в селе проживало 219 человек (114 мужчин и 105 женщин).